# 利根川裕
利根川 裕（とねがわ ゆたか、1927年3月28日 - 2024年1月29日）は、日本の作家である。テレビ朝日系の深夜番組「トゥナイト」の司会を長く務めた。
新潟県糸魚川市出身。日本ペンクラブ会員。
代表作は『宴』（ISBN 978-4122007079）、『十一世市川団十郎』（ISBN 978-4480802002）。

## 略歴
新潟県立糸魚川中学校、新潟高等学校を経て、1950年東京大学文学部哲学科卒業、同大学院中退。東京都立上野高等学校教員ののち、1959年中央公論社に入り、『婦人公論』副編集長など、1966年編集局次長で退職し、作家となる。1968年「糸魚川心中」で直木賞候補、1969年「B少年の弁明」で直木賞候補。1980年から1994年まで「トゥナイト」の司会。
1980年『十一世市川団十郎』『ホットアングル』で日本文芸大賞特別賞、1991年『それぞれの方舟』で日本文芸大賞受賞。2007年大衆文学研究賞受賞。歌舞伎に詳しい。
1994年から1998年まで新潟経営大学教授。
2024年1月29日午前3時33分、東京都の病院で下肢閉塞性動脈硬化症のため死去。96歳没。
TBSのチーフプロデューサーである利根川展は長男。

## 著書
- 『宴』（糸魚川浩）筑摩書房 1966 のち中公文庫（利根川名）
- 『北一輝 革命の使者』人物往来社(近代人物叢書)　1967
- 『亀井勝一郎 その人生と思索』大和書房 1967
- 『幸福の素顔』集英社 1967
- 『館』講談社 1969
- 『開かれた暦』中央公論社 1971
- 『私論・天皇機関説』学芸書林 1977
- 『十一世市川団十郎』筑摩書房 1980 のち朝日文庫
- 『勝海舟に学ぶ人間鑑定法 人のどこを見、どう育てるか』日本文芸社 1980
- 『日本人の死にかた “白き旅"への幻想』PHP研究所 1981 のち朝日文庫
- 『暦のある風景』講談社 1985
- 『喜屋武マリーの青春』南想社 1986 のちちくま文庫
- 『明治を創った人々 乱世型リーダーのすすめ』講談社文庫 1986
- 『それぞれの方舟』文化出版局 1990
- 『歌舞伎英雄伝説』講談社 1994
- 『あらすじで読む名作歌舞伎50』世界文化社(ほたるの本) 2004
- 『利根川裕のじつは、じつはの話』右文書院 2005
- 『歌舞伎ヒロインの誕生』右文書院 2007
- 『歌舞伎ヒーローの誕生』右文書院 2007

## 編纂
- 愛がつまずくとき 『婦人公論』体験手記1 中央公論社 1983
- 女が男と離れるとき 『婦人公論』体験手記2 中央公論社 1983.5
- 嫁と姑のたたかい 『婦人公論』体験手記3 中央公論社 1983.8
- 智弥子百句 長谷川智弥子俳句 おぐに山荘出版 1992.10

## 出演

### テレビ
ワイドショー・討論番組
| 期間          | 期間          | 番組名                                     | 役職                 |
| ------------- | ------------- | ------------------------------------------ | -------------------- |
| 1980年10月    | 1994年3月     | トゥナイト（テレビ朝日）                   | 司会                 |
| 1987年4月24日 | 1987年4月24日 | 朝まで生テレビ!（テレビ朝日）              | 討論司会             |
| 1995年9月     | 2002年3月     | 小野沢裕子のいきいきワイド（新潟テレビ21） | 火曜日コメンテーター |

その他
- 芸能花舞台（NHK教育）
- 制作2部青春ドラマ班（1987年、テレビ朝日）

### ラジオ
- おはよう利根川裕です（1976年4月 - 1977年9月、TBSラジオ）[4]

### CM
- 協和発酵「カラダワンダーランド」シリーズ（1989年 - 1990年）